# نيكولاس جاراي
نيكولاس جاراي (بالإسبانية: Nicolás Garay)‏ عسكري مكسيكي ذو فكر موالي لبانشو فيا شارك في الثورة المكسيكية. وُلد في شيواوا. في عام 1910، انضم إلى حركة  الجنرال فرانسيسكو ماديرو، جنبًا إلى جنب مع بانشو فيا. في عام 1912، انضم إلى قوات بانشو فيا من شيواوا إلى سان أندريس دي لا سييرا لمحاربة قوات أنطونيو روخاس. كُلف بأمر اعتقال باسكوال أوروزكو، الأب. شكل جزءًا من حراسة دورادوس التابعة لبانشو فيا إبان المعركة ضد فيكتوريانو ويرتا. تُوفي في 23 نوفمبر 1916، عقب الهجوم على مدينة شيواوا، والذي دافعت عنها قوات الكارانسية تحت قيادة الجنرال خاثينتو بلاس تريبينيو.